# Öreälven
Der Öreälven (auch Öre älv) ist ein schwedischer Fluss.
Im Oberlauf nördlich des Sees Örträsksjön heißt er Örån.
Das Quellgebiet des Örån liegt in Lappland zwischen Vilhelmina und Lycksele. Von dort fließt er in südöstliche Richtung zur Ostsee, wo er nach ca. 225 Kilometern nördlich von Nordmaling in den Bottnischen Meerbusen mündet.
Der Öreälven entwässert ein Gebiet von 3.030 km² und hat eine mittlere Wasserführung von 35 m³/s.
Am Öreälven liegt Bjurholm.